# Paityn Writh
Pour les articles homonymes, voir Writh.
Paityn Writh est une joueuse américaine de hockey sur gazon. Elle évolue au poste de défenseure au WC Eagles et avec l'équipe nationale américaine.

## Biographie
- Naissance le 27 mai 2000 à Thompsontown.
- Élève à l'Université de Caroline du Nord.

## Carrière
Elle a fait ses débuts en équipe première le 26 novembre 2021 en Californie lors d'un match amical contre le Canada.